# Кинау
Калани Ахуман и Калико о Ива Каухипу о Кина, такође позната као Елизабетх Кинау, рођена (око 1805. - 4. априла 1839, Хонолулу), била је из Краљевине Хаваја и регент Кухина Нуи као Каахуману II краљица регент и краљица удовица.

## Биграфија
Њен отац је био краљ Камехамеха I, а мајка Калакуа Кахеихеималие. Вероватно је рођена око 1805. године на острву Оаху Ваикики. Дали су је у ханаи маћехи Пелеули и њеном другом супругу Кавелокалани, полубрату њеног оца. Пелеули ју је назвала Кинау по сину Кахоаноку Кинау (њеном полубрату) и вратила је на Велико острво (Хаваји) након што је Камехамеха I преселио своју престоницу натраг у Кајлуа (округ Хаваји).
Кинау је први пут била удата за свог полубрата Лихолиха (1797—1824), који је крунисан 1819. године као краљ Камехамеха II. 1824. године, са око 19 година, постала је краљица удовиаца када је Камехамеха II умро у Лондону са својом омиљеном супругом (њеном сестром), краљицом Камамалу.
Њен други муж био је Кахалаиа Луану, унук Камехамеха I. Имала је двоје деце, једно које је усвојила друга породица која је била богата, а другог сина који је умро заједно са оцем у великој епидемији 1826. године.
Њен трећи супруг био је Матаио Кекуанаоа (1791–1868). Краљица Каахуману била је бесна на њихову везу због инфериорног ранга и жеље да се уда за Камехамеха III, због жеље њеног оца да његова деца из Кеопуолани наставе његову породичну линију са децом из Кахеихеималие. Кекуанаоа је био гувернер Оахуа (1834–1868). Њему је родила четворицу синова: Давида Камехамеха (1828—1835), Мосеса Кекуаива (1829—1848), Лота Капуаиву (1830—1873) и Александра Лихолихоа (1830—1873), као и ћерку Викторију Камамалу (1838—1866).

## Регент
Кинау је постала у Кухина Нуи (канцеларији нешто као премијер или Сувладар) са титулом као Каахуману II 5. јуна 1832. године, када је краљица Каахуману умрла. Понашала се као регент за свог брата Кауикеаоулија када је постао краљ Камехамеха III, од 5. јуна 1832. до 15. марта 1833. Владала је с њим до њене смрти. Била је одговорна за спровођење првог казненог закона на Хавајима, који је краљ прогласио 1835. Усвојила је протестантско хришћанство попут многих поглавара и поглавица. Прогонила је многе католичке мисионаре и покушала да протера француске свештенике језуите, што ће касније довести до дипломатских проблема са Француском.
У раним годинама крањ Камехамеха III. Био је равнодушним према својим краљевим дужностима и проводио је време само да му прође бавећи се слободним временом, а не владајући, рекли су мисионари. Кинау се осећала као да има пуну дужност монарха, али убрзо се обесхрабрила и на крају је дошла до Лауре Фиш Џад, супруге Џерит П. Џад, и рекла: „У тешком сам положају и тешка срца, дошла сам обесхрабрена и више не могу да носим овај терет. Желим да одбацим свој чин, титулу и одговорност, довешћу своју породицу овде да живим с вама, или ћемо узети наше породице и отићи заједно". Госпођа Џад ју је упознала са причом о Естери и указала јој да мора бити јака и преузети одговорност владара нације за свој народ.
Кинау и Камехамеха III расправљали су око владине политике. Кинау је подржала политику коју су препоручили мисионари и није била толерантна према другим религијама као њена претходница Каахуману. Ојачао је период употребе земљишта крунских земаља писменим и званичним проглашењем. Камехамеха III замерио се смањеној моћи краља, који више није имао искључиву моћ да даје и узима земљу по својој вољи. На крају су разрешили разлике и формирали нову владу. Сада су постојали краљ, Кухина Нуи и Дом племића.

## Деца
Њена два сина њеног трећег супруга, који су преживели у одраслој доби, постали су краљеви Хаваја: млађи Александар Лихолихо као Камехамеха IV, а затим Лот Капуаива као Камехамеха V. Њена једина ћерка Викторија Камамалу постала је Кухина Нуи као Каахуману IV.
Њен удовац, Матаио Кекуанаоа, био је Кухина Нуи од 1863. до 24. августа 1864. године, последњи носилац ове канцелариске функције када је распуштена Уставом Краљевине Хаваја из 1864. године.
Каахуману II умрла је од заушњака 4. априла 1839. у Хонолулуу на Оаху. Сахрана је обављена 7. јула у цркви Каваиахао, сахрањена је у маузолеју Похукаина на територији палате „Иолани“. Британски адмирал Едвард Белчер присуствовао је њеној сахрани и детаљно је описао. Њени посмртни остаци су касније транспортовани са остацима других краљева у бакљади у поноћ 30. октобра 1865. године у новоизграђени краљевски маузолеј Мауна Ала у долини Нуану Пали.